# Begonia nigritarum
Espèce
Synonymes
- Acetosa nigritarum Kamel[1]
- Begonia capensis Blanco[1]
- Begonia merrillii Warb.[1]
- Begonia rhombicarpa A.DC.[1]

Begonia nigritarum est une espèce de plantes de la famille des Begoniaceae. Ce bégonia est originaire des Philippines. L'espèce fait partie de la section Diploclinium. Elle a été décrite en 1821 par Ernst Gottlieb von Steudel (1783-1856).
L'épithète spécifique nigritarum, du latin niger (noir) et arum (plante), fait référence au feuillage sombre de la plante. 

## Répartition géographique
Cette espèce est originaire du pays suivant : Philippines.